# Catedral del Sagrado Corazón (Lahore)
La Catedral del Sagrado Corazón (en punyabí: سیکرڈ ہارٹ کیتھڈرل، لہور) es un templo católico que fue consagrado por el obispo Fabian Eestermans, obispo de Lahore el 19 de noviembre de 1907. El diseño de esta catedral se hizo de acuerdo al estilo romano bizantino por un arquitecto belga, el Dr. Dubbeleere de Amberes.
La Catedral es la iglesia principal de la Arquidiócesis de Lahore. Un sello postal conmemorativo especial fue lanzado en el Día del Centenario de la Catedral por el Gobierno de Pakistán. El papa Benedicto XVI envió un mensaje para el Jubileo de la Catedral de Lahore.